# どこであれそれが見つかりそうな場所で
『どこであれそれが見つかりそうな場所で』（どこであれそれがみつかりそうなばしょで）は、村上春樹の短編小説。村上は『新潮』2005年3月号から6月号まで、「東京奇譚集」と題する連作の短編小説を続けて掲載した。本作品は5月号に発表されたその3作目。

## 英訳
| タイトル | Where I'm Likely to Find It                                 |
| 翻訳     | フィリップ・ガブリエル                                      |
| 初出     | 『ザ・ニューヨーカー』2005年5月2日号                        |
| 収録書籍 | 『Blind Willow, Sleeping Woman』（クノップフ社、2006年7月） |

各国語の翻訳の詳細は「めくらやなぎと眠る女 (短編小説集)#翻訳」および「東京奇譚集#翻訳」を参照のこと。

## あらすじ
3年前、女の義父は酔っぱらって都電の線路の上に寝込み、列車に轢かれて死んだ。義父は浄土宗の寺の住職をしていたが、彼の一人息子はあとを継がず、メリルリンチに勤めている。その後義母は、女とその夫の住む品川区のマンションに越してきた。女は夫と26階に住んでいる。義母は24階に住むことになった。女は「私」がそれらの情報をメモ用紙に書き終えるのを我慢強く待った。
9月3日、日曜日。朝10時に義母から電話がかかる。義母は夫に「うまく息ができない」と言い、夫は髭も剃らずに2階下まで様子を見に行った。そして夫はそのまま消えてしまった。
料金も必要経費も発生しないことを訝る女に「私」は説明する。
「金銭を得ることが私の目的ではありません。私は個人的に、消えた人を捜すことに関心を持っているのです。そして私にはいささかの能力があります」
「私」は女にマンションを案内してもらった日から毎日午前11時頃に、24階と26階の間の階段を訪れた。日曜日の午後、階段を走って上がってくる男とすれ違った。男はランニング・ウェアを着て、アシックスのシューズを履いていた。火曜日、26階に住む白髪の男と会った。金曜日の午後2時過ぎ、小さな女の子がソファに座り、鏡を見ながら歌を歌っていた。